# 荔湾湖公园
荔湾湖公园，是广州市內的一个公园，位於西關泮塘。公园始建于1958年，总面积约27公顷，湖面占百分之六十二。由小翠湖、玉翠湖、如意湖、五秀湖四个湖组成。

## 概覽

### 範圍
东至龙津西路；南至西关上支涌下游；西至黄沙大道；北至中山八路。

## 历史

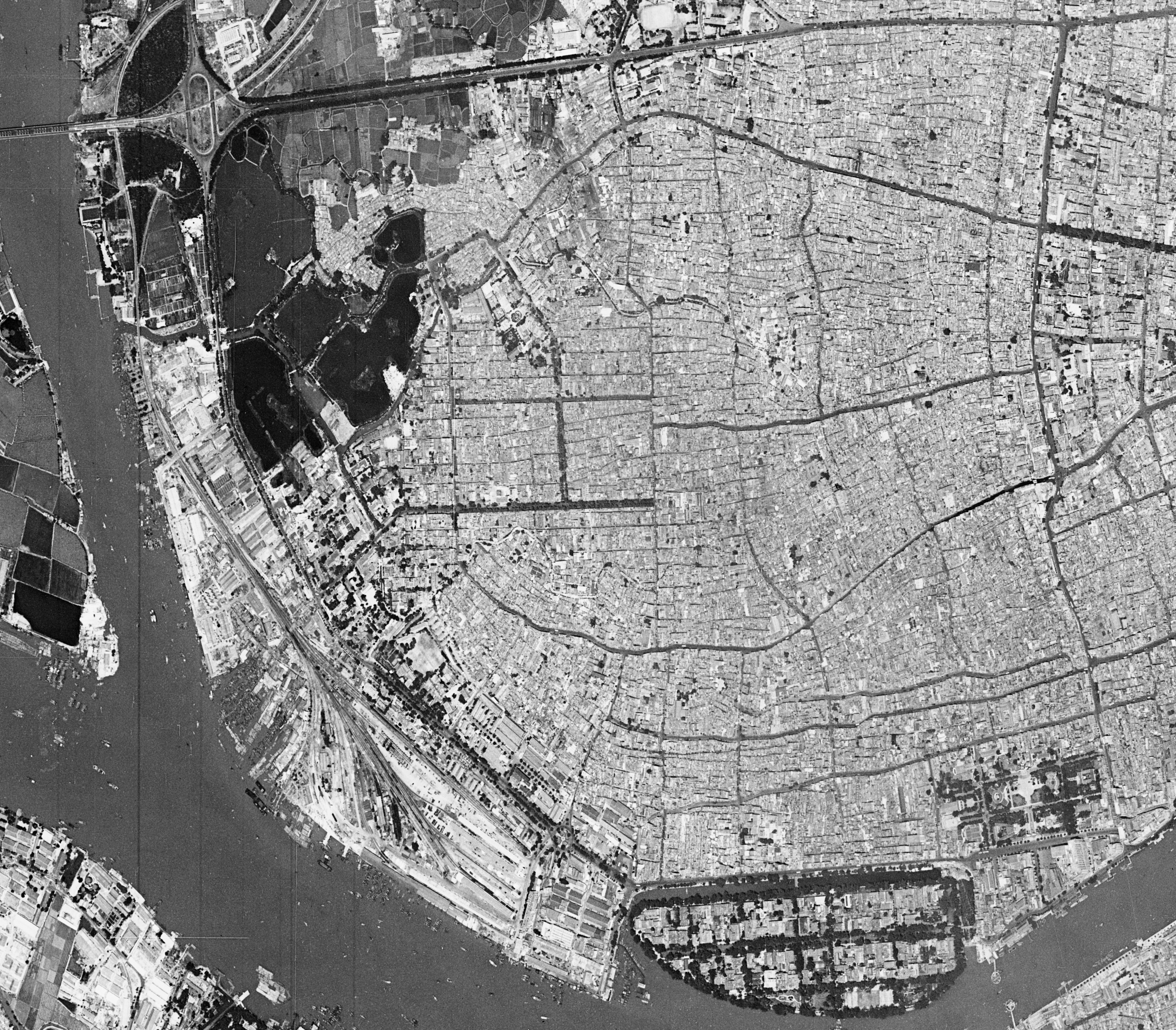
广州西关和荔湾湖公园卫星图（1966年）

该地曾大量种植荔枝。公园旧地为荔枝湾，是广州城历史悠久的水乡名胜，据考公元前200年就出現荔枝灣。在此歷代均有名園勝景，有唐朝荔園，南漢昌華苑，元朝禦果園，明朝聽雪篷，清朝海山仙館、小田園，民國初的荔香園、彭園等。
到民國時期還未有較多公園前，是廣州市唯一的消暑地，不少市民會專程過去划艇暢遊，夕陽時分的風情號稱比得上「西子湖邊秦淮河畔」。1930年代初以來，伴隨公共巴士線開行到多寶橋，還有多寶路等馬路開闢，程天固等市政府官員，就有計劃於此地推動開闢公園。原有計劃是修築公園式馬路，後變更了計劃是沿用荔香園舊址，擴大整個地區作為荔灣娛樂公園。不過民國政府一直未能實行計劃。
到中共建政後的1958年，當局沿用了民國市政計劃思路，由廣州市市長朱光于當年4月4日主持開工典禮，發動組織荔灣區政府官員、民眾以「義務勞動」名義，集體改建荔枝灣與泮塘一帶的水田、魚塘、爛地，築成四個人工湖，通稱荔灣人工湖，以緩解水浸西關的隱患。後1960年正式命名荔灣湖公園，由前民盟主席、最高人民法院院長沈鈞儒題寫園名。

## 遊樂
游客可乘坐出租小艇、水上单车等游览。园内设有餐厅、茶座、舞厅及多种游乐设施，为集游览、文体、娱乐、休息为一体的综合性公园。

### 主要景点
- 攀登岩
- 浮香坞
- 挹翠桥
- 黄河雕塑
- 湖心舟
- 半岛烧烤场

## 公共交通
- 巴士：中山八路站、泮塘站、龙津西站、西郊车站

## 附近設施
- 泮溪酒家
- 仁威廟

## 注腳
1. ↑  荔灣區志·地理·園林綠化